# الساعة الأموية
بُنيت الساعة الأموية في الأصل في المسجد الأموي الشهير في دمشق منذ أكثر من 800 عام، ثم أعاد رضوان الساعاتي بناءها.
وأخبرنا عن ذلك ابنه الطبيب فخر الدين رضوان بن محمّد الساعاتي، الذي وثّق ساعة أبيه وطريقة عملها في كتاب نشره في دمشق سنة 1203 بعنوان “علم الساعات والعمل به”.

## المكونات

### القسم العلوي
الجزء الخارجي المرئي المطل على المارة عبارة عن لوح خشبي كبير من النحاس أبعاده تقريبية 240×240 سم، ويحتوي على الوظائف الأساسية للساعة، والتي هي (من الأسفل إلى الأعلى):
- أبواب نحاسية، كل باب يدور حول محاور، على سطح كل منها رقم يظهر للناظر بعد مرور ساعة، وهي كالساعات النهارية اثنا عشر باباً. أسفل كل باب يوجد مؤشر أو علامة عليها هلال ينزلق بمرور الوقت ليبين أجزاء الساعة.
- فوق كل باب توجد قبة نحاسية، كل قبة ترتفع بعد مرور ساعة بدوران الباب.
- على جانبي الأبواب النحاسية يوجد صقران ( بازان ) مفرودان الأجنحة، مصنوعان من النحاس، كل منهما يرمي كرات نحاسية في مزهرية لتوليد صوت رنين كل ساعة.
- في منتصف القسم العلوي يوجد قرص نصف دائري، يسمى "دائرة الليل" ، به اثنا عشر فتحة دائرية متساوية المسافات. تسمح هذه الفتحات للضوء، من مصباح خلف القرص، بالمرور أثناء دوران الساعة التي تشير إلى الوقت في الليل.
- داخل الدائرة الليلية المضاءة توجد دائرة أخرى مرسوم عليها برج (زودياك)، وهذا يعطي معلومات محددة عن تغير الفصول.
- في مركز الدائرة الأولى يوجد سهم يدور مع مرور ساعات النهار، للإشارة إلى الحركة الزاوية للشمس من شروق الشمس إلى غروبها.

وتغطى هذه الدوائر بشكل نصف دائري بلوح خشبي له أعمدة جانبية تسمى خط الأفق يحتوي الجزء الخلفي من القسم العلوي على نظام التحكم الميكانيكي الذي يستخدم الحبال والبكرات لتحويل الحركة القادمة من المنزل السفلي إلى أجزاء متحركة أخرى مختلفة من الساعة.

### القسم السفلي

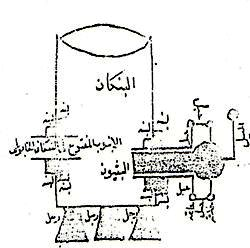
البنكان

يحتوي القسم السفلي على المحرك الذي يولد الحركات وينقلها بالحبال والبكرات إلى الأجزاء في الجزء العلوي. يعمل المحرك عن طريق عوامة في خزان مياه ( بنكان ). عند تصريف المياه من الخزان، من خلال فتحة في الأسفل، تتحرك العوامة إلى الأسفل بمساعدة الجاذبية، وتسحب حبلًا فوق بكرة تتسبب في حركة جميع الأجزاء الأخرى. يتم التحكم في حركة العوامة من خلال السرعة التي يتحرك بها سطح الماء إلى الأسفل. يتم تنظيم هذه الحركة بواسطة صمام تحكم متصل بالفتحة.

## وصلات خارجية
- رضوان بن محمد الساعاتي..من مشاهير علماء الفيزياء موقع "موقع قصة الإسلام"
- كتاب علم الساعات والعمل بها  بي دي إف